# Дазипода шипоносна
Дазипо́да шипоно́сна, або мохноно́га бджола́ шипоно́сна (Dasypoda spinigera) — перетинчастокрила комаха з родини Melittidae. Один із 9 видів підроду Megadasypoda палеарктичного роду Dasypoda (налічує 36 видів). Один із 5 видів роду у фауні України. Запилювач різних видів черсакових, у тому числі занесених до Червоної книги України.

## Опис
Тіло самиці завдовжки 14–16 мм, самця — 13–16 мм. Тіло чорне, крила затемнені по краях. Спинка опушена світло-коричневими волосками. 2–4 тергуми посередині опушені густими дрібними тонкими, прилягаючими волосками: у самиці — темними, без домішки відстовбурчених; у самця — світлими, з домішкою відстовбурчених або напівприлягаючих. У самиці задні перев'язи 2–3-го тергумів вузько перервані, 4-й тергум із цільною задньою перев'язкою, вершинна половина 5 тергуму та гомілки і лапки усіх ніг вкриті довгими густими жовто-рудими волосками. Клипеус самиці та самця в густому довгому світлому прилягаючому опушенні. Передні стегна самця на проксимальному кінці з довгим шипом, внутрішня поверхня його задніх гомілок зі здуттям посередині.

## Особливості біології
Літає всередині літа у червні–серпні. Має одну генерацію на рік. Гніздування невідоме. Інші досліджені види цього роду будують гнізда в землі, де влаштовують нічим не облицьовані комірки, в яких розташовують незвичайні пилкові хлібці з ніжками або гребнями знизу. Антофіл, живиться нектаром та пилком рослин, приурочений до квітів родини черсакові (Dipsacaceae).

## Поширення
Рідкісний понтійський вид, відомий з Болгарії, Греції, Югославії, Туреччині, південної України, Північного Кавказу та Закавказзя.
В Україні знайдений у Донецькій, Миколаївській, Одеській, Харківській, Херсонській областях та в Криму.

## Загрози та охорона
Чисельність знижується через різке зменшення кількості кормових рослин — скабіози (Scabiosa), коломонночка (Succisella) та інших представників родини Черсакових (Dipsacaceae), у тому числі занесених до Червоної книги України.
Охороняється в Чорноморському біосферному заповіднику, Опуцькому, Карадазькому та Казантипському природних заповідниках. Необхідно створити заказники в інших місцях мешкання виду та охороняти його кормові рослини.